# Madison Mailey
Madison Mailey (* 22. Oktober 1996 in Vancouver) ist eine kanadische Ruderin, die im Achter Olympiasiegerin wurde.

## Sportliche Karriere
Madison Mailey gewann bei den U23-Weltmeisterschaften 2017 und 2018 den Titel im Achter. 2018 nahm sie auch an den Weltmeisterschaften in Plowdiw teil und erreichte dort mit dem kanadischen Achter den zweiten Platz hinter dem Boot aus den Vereinigten Staaten. 2019 trat sie bei den Weltmeisterschaften in Linz/Ottensheim im Vierer ohne Steuerfrau an und belegte den achten Platz. Bei den erst im Juli 2021 ausgetragenen Olympischen Spielen in Tokio ruderte Madison Mailey wieder im kanadischen Achter und gewann die Goldmedaille vor den Neuseeländerinnen.